# Цвинтар Ловер-Лейк
Кладовище Ловер-Лейк (англ. Lower Lake Cemetery), також відоме як Католицьке кладовище Ловер-Лейк (англ. Lower Lake Catholic Cemetery) — це цвинтар, що розташований в Ловер-Лейк, округ Лейк, Каліфорнія. Станом на 2014 рік він містить понад 5800 поховань. Одна з осіб, що тут поховані, — гравець Вищої ліги бейсболу Тед Істерлі.